# Сука (монета)
Сука (непал. सुका) — один із номіналів непальської рупії. Одна сука дорівнює 25 пайса або 4 аннас-и а чотири суки — рупію. Крім того, дві суки становлять Мохор. Сука, а також Мохор широко використовувалися в Непалі, але в наші дні їх рідко можна побачити на ринках.